# Obo
Obo – miasto w Republice Środkowoafrykańskiej, ośrodek administracyjny prefektury Haut-Mbomou. Miasto liczy ok. 13 tys. mieszkańców (2010).